# Prométhée (film 1908)
Prométhée è un cortometraggio muto del 1908 diretto da Louis Feuillade.

## Produzione
Il film fu prodotto dalla Société des Etablissements L. Gaumont

## Distribuzione
Distribuito dalla Société des Etablissements L. Gaumont, uscì nelle sale cinematografiche francesi il 7 settembre 1908. Il cortometraggio è stato distribuito anche negli Stati Uniti dalla Kleine Optical Company il 2 novembre 1908 con il titolo inglese The Legend of Prometheus.